# Laurignano
Laurignano è una frazione di Dipignano, in provincia di Cosenza.

## Monumenti e luoghi d'interesse

### Architetture religiose
- Chiesa madre di Sant'Oliverio Martire
- Chiesa di San Nicola di Bari
- Chiesa di San Lorenzo Martire
- Chiesa Santuario della Madonna della Catena (elevata alla dignità di basilica minore da papa Paolo VI nel marzo del 1966.[1])